# Selenops maranhensis
Selenops maranhensis là một loài nhện trong họ Selenopidae.
Loài này thuộc chi Selenops. Selenops maranhensis được Cândido Firmino de Mello-Leitão miêu tả năm 1918.